# Frans Brands
Frans Brands (* 31. Mai 1940 in Berendrecht, Antwerpen; † 9. Februar 2008 in Blankenberge) war ein belgischer Radrennfahrer.

## Sportliche Laufbahn
Brands war Straßenradsportler und gewann eine Reihe von Eintagesrennen und Kriterien vor allem dank seiner Endschnelligkeit. Als Amateur gewann er 1959 Etappen in der Schweden-Rundfahrt und in der Belgien-Rundfahrt für Amateure.
1961 wurde er Unabhängiger, 1963 dann Berufsfahrer im Radsportteam Faema-Flandria. Seine bedeutendsten sportlichen Erfolge waren die Siege auf der 18. Etappe der Tour de France 1963 und auf der 8. Etappe des Giro d’Italia 1965.
Im Critérium du Dauphiné Libéré und in der Katalonien-Rundfahrt gewann er 1963 jeweils eine Etappe. 1964 war er im Rennen München–Zürich vor Jan Boonen erfolgreich. Dazu kamen zwei Etappensiege in der Portugal-Rundfahrt. 1965 war er im Nationale Sluitingsprijs vor Noël Foré siegreich. 1966 gewann er den Omloop van West-Brabant, 1967 mit der Luxemburg-Rundfahrt ein Etappenrennen, 1968 den Nokere Koerse und erneut den Nationale Sluitingsprijs. Der Erfolg im Grand Prix Stad Antwerpen 1971 war sein letzter Sieg als Radprofi. In der Tour de France 1967 und 1968 gewann er mit seinem Team das Mannschaftszeitfahren.
Die Tour de France bestritt er sechsmal. 1963 wurde er 25., 1964 70., 1965 8., 1966 33., 1967 13. und 1968 34. der Gesamtwertung. Den Giro d’Italia fuhr Brands viermal. 1965 wurde er 15., 1967 28., 1964 und 1968 schied er aus.